# Horyszów-Kolonia
Horyszów-Kolonia – kolonia w Polsce położona w województwie lubelskim, w powiecie zamojskim, w gminie Miączyn.
W latach 1975–1998 miejscowość administracyjnie należała do województwa zamojskiego.
Kolonia jest sołectwem w gminie Miączyn. Według Narodowego Spisu Powszechnego z roku 2011 kolonia liczyła 33 mieszkańców.
Wierni Kościoła rzymskokatolickiego należą do parafii Przemienienia Pańskiego w Horyszowie.